# Pepe-Hillo

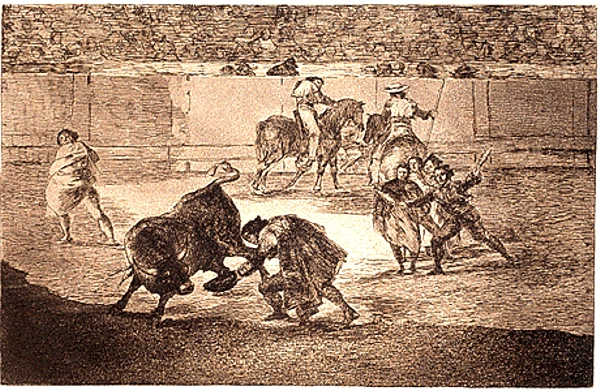
Pepe-Hillo, geschilderd door Goya

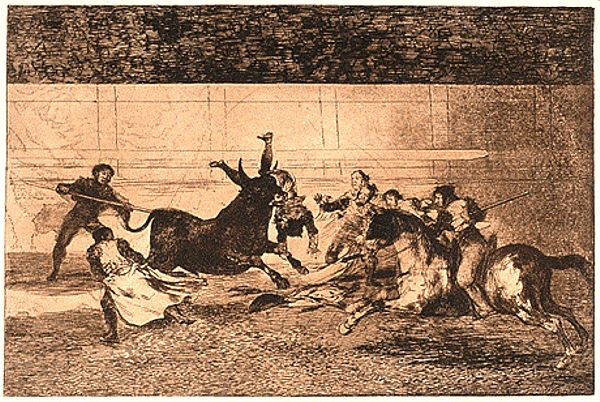
De dood van Pepe-Hillo, door Goya

José Delgado Guerra (bijnaam Pepe-Hillo), (Sevilla, 14 maart 1754 - (Madrid, 11 mei 1801) was een Spaans torero. Samen met zijn tijdgenoten Costillares, van wie hij een leerling was, en Pedro Romero, met wie Costillares en hij een sportieve rivaliteit uitvochten, wordt hij beschouwd als de vernieuwers van het Spaanse stierengevecht.

## Biografie
José Delgado werd geboren in Sevilla en hij wordt beschreven als een fragiele en beweeglijke, maar goede torero. Hij voegde aan zijn stijl van vechten veel fijne elementen toe, waar zijn bouw bijzonder geschikt voor was. De stijl die daaruit voortvloeide, werd later bekend als de Sevillaanse school. Hij wordt wel beschouwd als een van de eerste stijlvolle torero's.
Er wordt gezegd dat zijn rivaliteit met Pedro Romero niet altijd even eerlijk verliep, toch werd hij een idool voor het publiek, zowel het volk als de aristocratie waarbinnen hij als gelijke werd behandeld. Door zijn populariteit werd als eerbetoon de plaza de toros van Madrid, waar Pepe-Hillo op 11 mei 1801 door de stier Barbudo gedood werd, gemeden door het publiek.